# Seznam satelitů GPS

Výběr oběžných drah tří satelitů během pětiletého období (2013 až 2018)
USA-242
USA-239
USA-151
Země

Do června 2020 bylo vypuštěno celkem 75 satelitů navigačního systému GPS, z nichž 31 je v operačním provozu, 9 je rezervních, dva jsou testovány, 30 je mimo provoz a dva byly ztraceny při startu. Konstelace pro svoje fungování vyžaduje nejméně 24 satelitů, cílem je mít 33 satelitů v operačním provozu.
SVN (anglicky „space vehicle numbers“) jsou sériová čísla přiřazená každému satelitu GPS. PRN (anglicky „pseudo-random noise“; Goldovy kódy), jsou identifikační čísla každého satelitu, jejichž vysíláním se satelity od sebe rozlišují.

## Satelity

### Satelity podle data startu
| Satelit                         | Start (UTC) | Nosná raketa      | Startovací komplex | Blok     | Číslo    | SVN      | PRN               | Pozice   | Status                     |
| Satelit                         | Poznámky | Poznámky          | Poznámky           | Poznámky | Poznámky | Poznámky | Poznámky          | Poznámky | Poznámky                   |
| ------------------------------- | --- | ----------------- | ------------------ | -------- | -------- | -------- | ----------------- | -------- | -------------------------- |
| OPS 5111                        | 22. února 1978 23:44 | Atlas E/F         | VAFB SLC-3E        | I        | 1        | 01       | 04                |          | Vyřazen 17. července 1985  |
| OPS 5112                        | 13. května 1978 10:34 | Atlas E/F         | VAFB SLC-3E        | I        | 2        | 02       | 07                |          | Vyřazen 12. února 1988     |
| OPS 5113                        | 7. října 1978 00:28 | Atlas E/F         | VAFB SLC-3E        | I        | 3        | 03       | 06                |          | Vyřazen 18. května 1992    |
| OPS 5114                        | 11. prosince 1978 03:59 | Atlas E/F         | VAFB SLC-3E        | I        | 4        | 04       | 08                |          | Vyřazen 14. října 1989     |
| OPS 5114                        | Využit pro testování mezi únorem a květnem 1990 |                   |                    |          |          |          |                   |          |                            |
| OPS 5117                        | 9. února 1980 23:08 | Atlas E/F         | VAFB SLC-3E        | I        | 5        | 05       | 05                |          | Vyřazen 11. května 1984    |
| OPS 5118                        | 26. dubna 1980 22:00 | Atlas E/F         | VAFB SLC-3E        | I        | 6        | 06       | 09                |          | Vyřazen 6. března 1991     |
| nedostupné (Navstar 7)          | 19. prosince 1981 01:10 | Atlas E/F         | VAFB SLC-3E        | I        | 7        | 07       | 10                |          | Nebyl v provozu            |
| nedostupné (Navstar 7)          | Zničen při startu |                   |                    |          |          |          |                   |          |                            |
| OPS 9794                        | 14. července 1983 10:21 | Atlas E/F         | VAFB SLC-3W        | I        | 8        | 08       | 11                |          | Vyřazen 4. května 1993     |
| USA-1                           | 13. června 1984 11:37 | Atlas E/F         | VAFB SLC-3W        | I        | 9        | 09       | 13                |          | Vyřazen 28. února 1994     |
| USA-1                           | Využit pro testování mezi únorem a červnem 1994 |                   |                    |          |          |          |                   |          |                            |
| USA-5                           | 8. září 1984 21:41 | Atlas E/F         | VAFB SLC-3W        | I        | 10       | 10       | 12                |          | Vyřazen 18. listopadu 1995 |
| USA-5                           | Využit pro testování mezi listopadem 1995 a březnem 1996 |                   |                    |          |          |          |                   |          |                            |
| USA-10                          | 9. října 1985 02:53 | Atlas E/F         | VAFB SLC-3W        | I        | 11       | 11       | 03                |          | Vyřazen 13. dubna 1994     |
| nedostupné (prototyp bloku II)  | |                   |                    | II       | 0        | 12       |                   |          | Nebyl v provozu            |
| nedostupné (prototyp bloku II)  | Kvalifikační exemplář postavený firmou Rockwell International k získání kontraktu na výrobu bloku II. Nikdy nebyl vypuštěn |                   |                    |          |          |          |                   |          |                            |
| USA-35                          | 14. února 1989 18:30 | Delta II 6925-9.5 | CCAFS LC-17A       | II       | 1        | 14       | 14                |          | Vyřazen 26. března 2000    |
| USA-38                          | 10. června 1989 22:30 | Delta II 6925-9.5 | CCAFS LC-17A       | II       | 2        | 13       | 02                | B3       | Vyřazen 22. února 2004     |
| USA-42                          | 18. srpna 1989 05:58 | Delta II 6925-9.5 | CCAFS LC-17A       | II       | 3        | 16       | 16                |          | Vyřazen 13. října 2000     |
| USA-47                          | 21. října 1989 09:31 | Delta II 6925-9.5 | CCAFS LC-17A       | II       | 4        | 19       | 19                | A5       | Vyřazen 16. března 2001    |
| USA-49                          | 11. prosince 1989 18:10 | Delta II 6925-9.5 | CCAFS LC-17B       | II       | 5        | 17       | 17                | D3       | Vyřazen 23. února 2005     |
| USA-50                          | 24. ledna 1990 22:55 | Delta II 6925-9.5 | CCAFS LC-17A       | II       | 6        | 18       | 18                |          | Vyřazen 18. srpna 2000     |
| USA-54                          | 26. března 1990 02:45 | Delta II 6925-9.5 | CCAFS LC-17A       | II       | 7        | 20       | 20                |          | Vyřazen 21. května 1996    |
| USA-54                          | Vyřazen z provozu po druhé samovolné změně frekvence |                   |                    |          |          |          |                   |          |                            |
| USA-63                          | 2. srpna 1990 05:39 | Delta II 6925-9.5 | CCAFS LC-17A       | II       | 8        | 21       | 21                | E2       | Vyřazen 25. září 2002      |
| USA-64                          | 1. října 1990 21:56 | Delta II 6925-9.5 | CCAFS LC-17A       | II       | 9        | 15       | 15                | D5       | Vyřazen 17. listopadu 2006 |
| USA-64                          | Využit pro testování mezi listopadem 2006 a březnem 2007 |                   |                    |          |          |          |                   |          |                            |
| USA-66                          | 26. listopadu 1990 21:39 | Delta II 7925-9.5 | CCAFS LC-17A       | IIA      | 1        | 23       | 23 32             | E5       | Vyřazen 25. ledna 2016     |
| USA-66                          | Nejprve mu bylo přiděleno PRN 23, které používal do 13. února 2004, kdy byl vyřazen ze služby. Později, 26. února 2008 byl znovu uveden do provozu s PRN 32. |                   |                    |          |          |          |                   |          |                            |
| USA-71                          | 4. července 1991 02:32 | Delta II 7925-9.5 | CCAFS LC-17A       | IIA      | 2        | 24       | 24                | D1       | Vyřazen 30. září 2011      |
| USA-79                          | 23. února 1992 22:29 | Delta II 7925-9.5 | CCAFS LC-17A       | IIA      | 3        | 25       | 25                | A2       | Vyřazen 18. prosince 2009  |
| USA-80                          | 10. dubna 1992 03:20 | Delta II 7925-9.5 | CCAFS LC-17B       | IIA      | 4        | 28       | 28                | C2       | Vyřazen 4. listopadu 1996  |
| USA-80                          | Brzy vyřazen, nahrazen satelitem USA-117 |                   |                    |          |          |          |                   |          |                            |
| USA-83                          | 7. července 1992 09:20 | Delta II 7925-9.5 | CCAFS LC-17B       | IIA      | 5        | 26       | 26                | F5       | Vyřazen 6. ledna 2015      |
| USA-84                          | 9. září 1992 08:57 | Delta II 7925-9.5 | CCAFS LC-17A       | IIA      | 6        | 27       | 27                | A6       | Vyřazen 10. srpna 2011     |
| USA-84                          | Konečný příkaz pro ukončení provozu 18. dubna 2017 |                   |                    |          |          |          |                   |          |                            |
| USA-85                          | 22. listopadu 1992 23:54 | Delta II 7925-9.5 | CCAFS LC-17A       | IIA      | 7        | 32       | 31 01 30 NA       | F4       | Vyřazen 17. března 2008    |
| USA-85                          | PRN byl změněn v lednu 1993 z 32 na 01 kvůli problémům s přijímačem. Z provozu byl vyřazen 17. března 2008 a byl odstraněn z pozice F4. Provoz byl krátce obnoven v pásmu L v roce 2004, ale signál byl nepoužitelný. |                   |                    |          |          |          |                   |          |                            |
| USA-87                          | 18. prosince 1992 22:16 | Delta II 7925-9.5 | CCAFS LC-17B       | IIA      | 8        | 29       | 29                | F5       | Vyřazen 23. října 2007     |
| USA-88                          | 3. února 1993 02:55 | Delta II 7925-9.5 | CCAFS LC-17A       | IIA      | 9        | 22       | 22                | B1       | Vyřazen 3. prosince 2002   |
| USA-90                          | 30. března 1993 03:09 | Delta II 7925-9.5 | CCAFS LC-17A       | IIA      | 10       | 31       | 31                | C3       | Vyřazen 24. října 2005     |
| USA-91                          | 13. května 1993 00:07 | Delta II 7925-9.5 | CCAFS LC-17A       | IIA      | 11       | 37       | 07 01 24          | C4       | 20. prosince 2007 V záloze |
| USA-91                          | V říjnu 2008 byl přepnut na PRN 01, ale byl nepoužitlený. V dubnu byl přepnut na PRN 24, ale byl nepoužitelný. |                   |                    |          |          |          |                   |          |                            |
| USA-92                          | 26. června 1993 13:27 | Delta II 7925-9.5 | CCAFS LC-17A       | IIA      | 12       | 39       | 09                | A5       | Vyřazen 19. května 2014    |
| USA-94                          | 30. srpna 1993 12:38 | Delta II 7925-9.5 | CCAFS LC-17B       | IIA      | 13       | 35       | 05 30             | B5       | 28. března 2013 V záloze   |
| USA-94                          | Vyřazen z aktivní služby v březnu 2009, využíval PRN 05. V srpnu 2011 byl znovu uveden do provozu s PRN 30 |                   |                    |          |          |          |                   |          |                            |
| USA-96                          | 26. října 1993 17:04 | Delta II 7925-9.5 | CCAFS LC-17B       | IIA      | 14       | 34       | 04 18             | D6       | Vyřazen 9. října 2019      |
| USA-96                          | Vyřazen z aktivní služby v listopadu 2015, využíval PRN 04. Znovu aktiován v březnu 2018, využívá PRN 18. |                   |                    |          |          |          |                   |          |                            |
| USA-100                         | 10. března 1994 03:40 | Delta II 7925-9.5 | CCAFS LC-17A       | IIA      | 15       | 36       | 06                | C6       | 21. února 2014 V záloze    |
| USA-117                         | 28. března 1996 00:21 | Delta II 7925-9.5 | CCAFS LC-17B       | IIA      | 16       | 33       | 03                | C5       | Vyřazen 2. srpna 2014      |
| USA-126                         | 16. července 1996 00:50 | Delta II 7925-9.5 | CCAFS LC-17A       | IIA      | 17       | 40       | 10                | E6       | 16. července 2015 V záloze |
| USA-128                         | 12. září 1996 08:49 | Delta II 7925-9.5 | CCAFS LC-17A       | IIA      | 18       | 30       | 30                | B2       | Vyřazen 20. července 2011  |
| nedostupné (GPS IIR-1)          | 17. ledna 1997 16:28 | Delta II 7925-9.5 | CCAFS LC-17A       | IIR      | 1        | 42       | 12                |          | Nebyl v provozu            |
| nedostupné (GPS IIR-1)          | Zničen při startu |                   |                    |          |          |          |                   |          |                            |
| USA-132                         | 23. července 1997 03:43 | Delta II 7925-9.5 | CCAFS LC-17A       | IIR      | 2        | 43       | 13                | F6       | Aktivní                    |
| USA-135                         | 6. listopadu 1997 00:30 | Delta II 7925-9.5 | CCAFS LC-17A       | IIA      | 19       | 38       | 08                | A3       | 30. října 2014 V záloze    |
| USA-145                         | 7. října 1999 12:51 | Delta II 7925-9.5 | CCAFS SLC-17A      | IIR      | 3        | 46       | 11                | D5       | Ne                         |
| USA-150                         | 11. května 2000 01:48 | Delta II 7925-9.5 | CCAFS SLC-17A      | IIR      | 4        | 51       | 20                | E4       | Aktivní                    |
| USA-151                         | 16. července 2000 09:17 | Delta II 7925-9.5 | CCAFS SLC-17A      | IIR      | 5        | 44       | 28                | B3       | Aktivní                    |
| USA-154                         | 10. listopadu 2000 17:14 | Delta II 7925-9.5 | CCAFS SLC-17A      | IIR      | 6        | 41       | 14                | F1       | Vyřazen 9. července 2020   |
| USA-156                         | 30. ledna 2001 07:55 | Delta II 7925-9.5 | CCAFS SLC-17A      | IIR      | 7        | 54       | 18                | E4       | Vyřazen 5. března 2018     |
| USA-166                         | 29. ledna 2003 18:06 | Delta II 7925-9.5 | CCAFS SLC-17B      | IIR      | 8        | 56       | 16                | B1       | Aktivní                    |
| USA-168                         | 31. března 2003 22:09 | Delta II 7925-9.5 | CCAFS SLC-17A      | IIR      | 9        | 45       | 21                | D3       | Aktivní                    |
| USA-175                         | 21. prosince 2003 08:05 | Delta II 7925-9.5 | CCAFS SLC-17A      | IIR      | 10       | 47       | 22                | E6       | Aktivní                    |
| USA-177                         | 20. března 2004 17:53 | Delta II 7925-9.5 | CCAFS SLC-17B      | IIR      | 11       | 59       | 19                | C5       | Aktivní                    |
| USA-178                         | 23. června 2004 22:54 | Delta II 7925-9.5 | CCAFS SLC-17B      | IIR      | 12       | 60       | 23                | F4       | Vyřazen 2. března 2020     |
| USA-180                         | 6. listopadu 2004 05:39 | Delta II 7925-9.5 | CCAFS SLC-17B      | IIR      | 13       | 61       | 02                | D1       | Aktivní                    |
| USA-183                         | 26. září 2005 03:37 | Delta II 7925-9.5 | CCAFS SLC-17A      | IIRM     | 1        | 53       | 17                | C4       | Aktivní                    |
| USA-183                         | Známý take pod označením IIR-14. Jako první vysílal L2C signál. |                   |                    |          |          |          |                   |          |                            |
| USA-190                         | 25. září 2006 18:50 | Delta II 7925-9.5 | CCAFS SLC-17A      | IIRM     | 2        | 52       | 31                | A2       | Aktivní                    |
| USA-190                         | Známý take pod označením IIR-15. Tímto satelitem bylo poprvé dosaženo plného počtu 32 satelitů GPS v aktivní službě. |                   |                    |          |          |          |                   |          |                            |
| USA-192                         | 17. listopadu 2006 19:12 | Delta II 7925-9.5 | CCAFS SLC-17A      | IIRM     | 3        | 58       | 12                | B4       | Aktivní                    |
| USA-192                         | Známý take pod označením IIR-16 |                   |                    |          |          |          |                   |          |                            |
| USA-196                         | 17. října 2007 12:23 | Delta II 7925-9.5 | CCAFS SLC-17A      | IIRM     | 4        | 55       | 15                | F2       | Aktivní                    |
| USA-196                         | Známý take pod označením IIR-17 |                   |                    |          |          |          |                   |          |                            |
| USA-199                         | 20. prosince 2007 20:04 | Delta II 7925-9.5 | CCAFS SLC-17A      | IIRM     | 5        | 57       | 29                | C1       | Aktivní                    |
| USA-199                         | Známý take pod označením IIR-18 |                   |                    |          |          |          |                   |          |                            |
| USA-201                         | 15. března 2008 06:10 | Delta II 7925-9.5 | CCAFS SLC-17A      | IIRM     | 6        | 48       | 07                | A4       | Aktivní                    |
| USA-201                         | Známý take pod označením IIR-19 |                   |                    |          |          |          |                   |          |                            |
| USA-203                         | 24. března 2009 08:34 | Delta II 7925-9.5 | CCAFS SLC-17A      | IIRM     | 7        | 49       | 01 27 30 06 žádný | B6       | 6. května 2011 V záloze    |
| USA-203                         | Známý take pod označením IIR-20. Testoval vysílání signálu L5. Nikdy nevstoupil do aktivní služby kvůli špatné kvalitě signálu. Vyřazen z provozu dne 6. května 2011, ale následně znovu aktivován pro testování. Před vyřazením z provozu vysílal PRN 01, po reaktivaci vysílal PRN 27. Od 8. května 2013 převeden na PRN 30 a od 3. dubna 2014 na PRN 06. V současné době nemá přidělený PRN. |                   |                    |          |          |          |                   |          |                            |
| USA-206                         | 17. srpna 2009 10:35 | Delta II 7925-9.5 | CCAFS SLC-17A      | IIRM     | 8        | 50       | 05                | E3       | Aktivní                    |
| USA-206                         | Původně měl startovat jako IIR-3 v roce 1999, ale během přípravy byl poškozen. Známý take pod označením IIR-21. Systémy pro signál L5 byly před startem odpojeny od portu J2. Poslední mise rakety Delta II pro letectvo USA. Poslední start z rampy SLC-17A, poslední let rakety Delta II 7925.                                                                                                |                   |                    |          |          |          |                   |          |                            |
| USA-213                         | 28. května 2010 03:00 | Delta IV M+(4,2)  | CCAFS SLC-37B      | IIF      | 1        | 62       | 25                | B2       | Aktivní                    |
| USA-213                         | Jako první v operačním provozu vysílá signál L5. |                   |                    |          |          |          |                   |          |                            |
| USA-232                         | 16. července 2011 06:41 | Delta IV M+(4,2)  | CCAFS SLC-37B      | IIF      | 2        | 63       | 01                | D2       | Aktivní                    |
| USA-239                         | 4. října 2012 12:10 | Delta IV M+(4,2)  | CCAFS SLC-37B      | IIF      | 3        | 65       | 24                | A1       | Aktivní                    |
| USA-242                         | 15. května 2013 21:38 | Atlas V 401       | CCAFS SLC-41       | IIF      | 4        | 66       | 27                | C2       | Aktivní                    |
| USA-248                         | 21. února 2014 01:59 | Delta IV M+(4,2)  | CCAFS SLC-37B      | IIF      | 5        | 64       | 30                | A3       | Aktivní                    |
| USA-251                         | 17. května 2014 00:03 | Delta IV M+(4,2)  | CCAFS SLC-37B      | IIF      | 6        | 67       | 06                | D4       | Aktivní                    |
| USA-256                         | 2. srpna 2014 03:23 | Atlas V 401       | CCAFS SLC-41       | IIF      | 7        | 68       | 09                | F3       | Aktivní                    |
| USA-258                         | 29. října 2014 17:21 | Atlas V 401       | CCAFS SLC-41       | IIF      | 8        | 69       | 03                | E1       | Aktivní                    |
| USA-260                         | 25. března 2015 18:36 | Delta IV M+(4,2)  | CCAFS SLC-37B      | IIF      | 9        | 71       | 26                | B5       | Aktivní                    |
| USA-262                         | 15. července 2015 15:36 | Atlas V 401       | CCAFS SLC-41       | IIF      | 10       | 72       | 08                | C3       | Aktivní                    |
| USA-265                         | 31. října 2015 16:13 | Atlas V 401       | CCAFS SLC-41       | IIF      | 11       | 73       | 10                | E2       | Aktivní                    |
| USA-266                         | 5. února 2016 13:38 | Atlas V 401       | CCAFS SLC-41       | IIF      | 12       | 70       | 32                | F5       | Aktivní                    |
| USA-289 Vespucci                | 23. prosince 2018 13:51 | Falcon 9 Block 5  | CCAFS SLC-40       | III      | 1        | 74       | 04                | F6       | Aktivní                    |
| USA-293 Magellan                | 22. srpna 2019 13:06 | Delta IV M+(4,2)  | CCAFS SLC-37B      | III      | 2        | 75       | 18                | D3       | Aktivní                    |
| USA-304 Columbus Matthew Henson | 30. června 2020 20:10 | Falcon 9 Block 5  | CCAFS SLC-40       | III      | 3        | 76       | 23                | E4       | Aktivní                    |
| USA-309 Sacagawea               | 5. listopadu 2020 23:24 | Falcon 9 Block 5  | CCAFS SLC-40       | III      | 4        | 77       | 14                | B6       | Aktivní                    |
| USA-319 Neil Armstrong          | 17. června 2021 16:09 | Falcon 9 Block 5  | CCAFS SLC-40       | III      | 5        | 78       | 11                | D5       | Aktivní                    |
| USA-343 Amelia Earhart          | 18. ledna 2023 12:24 | Falcon 9 Block 5  | CCAFS SLC-40       | III      | 6        | 79       | 28                | A6       | Aktivní                    |
| USA-440                         | 17. prosince 2024 00:52 | Falcon 9 Block 5  | CCAFS SLC-40       | III      | 7        | 80       | 01                | D2       | Aktivní                    |

### Satelity podle bloku
| Blok       | Vypuštěno | V provozu | Testováno/ v záloze | Poškozeno | Vyřazeno | Ztraceno při startu | Výrobce         | Poznámky                             |
| ---------- | --------- | --------- | ------------------- | --------- | -------- | ------------------- | --------------- | ------------------------------------ |
| Block I    | 11        | 0         | 0                   | 0         | 10       | 1                   | Rockwell        |                                      |
| Block II   | 9         | 0         | 0                   | 0         | 9        | 0                   | Rockwell        | Jeden prototyp nebyl nikdy vypuštěn. |
| Block IIA  | 19        | 1         | 7                   | 0         | 11       | 0                   | Rockwell        |                                      |
| Block IIR  | 13        | 11        | 0                   | 0         | 1        | 1                   | Lockheed Martin |                                      |
| Block IIRM | 8         | 7         | 1                   | 0         | 0        | 0                   | Lockheed Martin |                                      |
| Block IIF  | 12        | 12        | 0                   | 0         | 0        | 0                   | Boeing          |                                      |
| Block IIIA | 4         | 3         | 0                   | 0         | 0        | 0                   | Lockheed Martin |                                      |
| Block IIIF | 0         | 0         | 0                   | 0         | 0        | 0                   | Lockheed Martin |                                      |
| Celkem     | 76        | 31        | 7                   | 0         | 35       | 2                   |                 |                                      |

### Pozice (podle SVN)
Aktuální informace uvádí web U.S. Coast Guard Navigation Center na stránce GPS Constellation Status.
| Pozice | Orbitální rovina | Orbitální rovina | Orbitální rovina | Orbitální rovina | Orbitální rovina | Orbitální rovina |
| Pozice | A                | B                | C                | D                | E                | F                |
| ------ | ---------------- | ---------------- | ---------------- | ---------------- | ---------------- | ---------------- |
| 1      | 65               | 56               | 57               | 61               | 69               | 70               |
| 2      | 52               | 62               | 66               | 63               | 73               | 55               |
| 3      | 64               | 44               | 72               | 45               | 50               | 68               |
| 4      | 48               | 58               | 53               | 67               | 51               | 74               |
| 5      |                  | 71               | 59               | 78               | 76               |                  |
| 6      | 79               | 77               |                  | 75               |                  | 43               |

Čísla v závorce se týkají družic, které nejsou v aktivní službě.
Jakmile jsou satelity GPS vyneseny, již se nezmění jejich rovina oběžné dráhy, ale přiřazení na pozice se časem měnit může.

### Použité PRN podle bloků
Následující tabulka slouží k tomu, aby bylo možné rychle určit blok přiřazený k určitému PRN.
| PRN   | 01 | 02 | 03 | 04 | 05 | 06 | 07 | 08 | 09 | 10 | 11 | 12 | 13 | 14 | 15 | 16 | 17 | 18 | 19 | 20 | 21 | 22 | 23 | 24 | 25 | 26 | 27 | 28 | 29 | 30 | 31 | 32 | —     |
| ----- | -- | -- | -- | -- | -- | -- | -- | -- | -- | -- | -- | -- | -- | -- | -- | -- | -- | -- | -- | -- | -- | -- | -- | -- | -- | -- | -- | -- | -- | -- | -- | -- | ----- |
| IIA   |    |    |    | V  |    |    |    |    |    |    |    |    |    |    |    |    |    | A  |    |    |    |    |    |    |    |    |    |    |    |    |    |    | N(x8) |
| IIR   |    | A  |    |    |    |    |    |    |    |    | A  |    | A  | A  |    | A  |    |    | A  | A  | A  | A  | A  |    |    |    |    | A  |    |    |    |    |       |
| IIR-M |    |    |    |    | A  |    | A  |    |    |    |    | A  |    |    | A  |    | A  |    |    |    |    |    |    |    |    |    |    |    | A  |    | A  |    | N     |
| IIF   | A  |    | A  |    |    | A  |    | A  | A  | A  |    |    |    |    |    |    |    |    |    |    |    |    |    | A  | A  | A  | A  |    |    | A  |    | A  |       |
| III   |    |    |    | A  |    |    |    |    |    |    | A  |    |    |    |    |    |    | A  |    |    |    |    | A  |    |    |    |    | A  |    |    |    |    |       |

Legenda:
- A - v pořádku a na oběžné dráze
- R - rezervní
- N - poškozený a nepoužitelný
- V - vyřazen z provozu

- T - vypuštěn a testován

## Plánované starty

### Blok IIIA
| Datum         | Nosná raketa     | Startovní komplex            | Satelit     | SVN | Poznámky |
| ------------- | ---------------- | ---------------------------- | ----------- | --- | --- |
| červenec 2021 | Falcon 9 Block 5 | CCAFS SLC-40 nebo KSC LC-39A | GPS IIIA-05 | 78  | Smlouva o výrobě satelitů uzavřena v únoru 2013. V prosinci 2018 probíhala stavba satelitu. Kontrakty na vynesení satelitů 04 až 06 získal stejný vítěz. |
| 2021          | Falcon 9 Block 5 | CCAFS SLC-40 nebo KSC LC-39A | GPS IIIA-06 | 79  | Smlouva o výrobě satelitů uzavřena v únoru 2013. V září 2018 probíhala integrace satelitu. Kontrakty na vynesení satelitů 04 až 06 získal stejný vítěz.  |
| 2021          |                  | CCAFS (bude určeno)          | GPS IIIA-07 | 80  | Smlouva o výrobě satelitů uzavřena v únoru 2013. V prosinci 2018 probíhala stavba satelitu.                                                              |
| 2022          |                  | CCAFS (bude určeno)          | GPS IIIA-08 | 81  | Smlouva o výrobě satelitů uzavřena v únoru 2013. |
| 2022          |                  | CCAFS (bude určeno)          | GPS IIIA-09 | 82  | Smlouva o výrobě satelitů uzavřena v září 2016. |
| 2023          |                  | CCAFS (bude určeno)          | GPS IIIA-10 | 83  | Smlouva o výrobě satelitů uzavřena v září 2016. |

### Blok IIIF
| Datum projektové připravenosti ke startu | Nosná raketa  | Typ           | Startovní komplex   | Satelit     | SVN | Poznámky                                           |
| ---------------------------------------- | ------------- | ------------- | ------------------- | ----------- | --- | -------------------------------------------------- |
| fiskální rok 2026                        | (bude určeno) | (bude určeno) | CCAFS (bude určeno) | GPS IIIF-01 |     |                                                    |
| fiskální rok 2026                        | (bude určeno) | (bude určeno) | CCAFS (bude určeno) | GPS IIIF-02 |     |                                                    |
| fiskální rok 2026                        | (bude určeno) | (bude určeno) | CCAFS (bude určeno) | GPS IIIF-03 |     |                                                    |
| fiskální rok 2027                        | (bude určeno) | (bude určeno) | CCAFS (bude určeno) | GPS IIIF-04 |     |                                                    |
| fiskální rok 2027                        | (bude určeno) | (bude určeno) | CCAFS (bude určeno) | GPS IIIF-05 |     |                                                    |
| fiskální rok 2027                        | (bude určeno) | (bude určeno) | CCAFS (bude určeno) | GPS IIIF-06 |     |                                                    |
| fiskální rok 2028                        | (bude určeno) | (bude určeno) | CCAFS (bude určeno) | GPS IIIF-07 |     | Příležitost pro technologickou změnu v rámci bloku |
| fiskální rok 2028                        | (bude určeno) | (bude určeno) | CCAFS (bude určeno) | GPS IIIF-08 |     |                                                    |
| fiskální rok 2028                        | (bude určeno) | (bude určeno) | CCAFS (bude určeno) | GPS IIIF-09 |     |                                                    |
| fiskální rok 2028                        | (bude určeno) | (bude určeno) | CCAFS (bude určeno) | GPS IIIF-10 |     |                                                    |
| fiskální rok 2029                        | (bude určeno) | (bude určeno) | CCAFS (bude určeno) | GPS IIIF-11 |     |                                                    |
| fiskální rok 2029                        | (bude určeno) | (bude určeno) | CCAFS (bude určeno) | GPS IIIF-12 |     |                                                    |
| fiskální rok 2030                        | (bude určeno) | (bude určeno) | CCAFS (bude určeno) | GPS IIIF-13 |     | Příležitost pro technologickou změnu v rámci bloku |
| fiskální rok 2030                        | (bude určeno) | (bude určeno) | CCAFS (bude určeno) | GPS IIIF-14 |     |                                                    |
| fiskální rok 2031                        | (bude určeno) | (bude určeno) | CCAFS (bude určeno) | GPS IIIF-15 |     |                                                    |
| fiskální rok 2031                        | (bude určeno) | (bude určeno) | CCAFS (bude určeno) | GPS IIIF-16 |     |                                                    |
| fiskální rok 2032                        | (bude určeno) | (bude určeno) | CCAFS (bude určeno) | GPS IIIF-17 |     |                                                    |
| fiskální rok 2032                        | (bude určeno) | (bude určeno) | CCAFS (bude určeno) | GPS IIIF-18 |     |                                                    |
| fiskální rok 2033                        | (bude určeno) | (bude určeno) | CCAFS (bude určeno) | GPS IIIF-19 |     | Příležitost pro technologickou změnu v rámci bloku |
| fiskální rok 2033                        | (bude určeno) | (bude určeno) | CCAFS (bude určeno) | GPS IIIF-20 |     |                                                    |
| fiskální rok 2034                        | (bude určeno) | (bude určeno) | CCAFS (bude určeno) | GPS IIIF-21 |     |                                                    |
| fiskální rok 2034                        | (bude určeno) | (bude určeno) | CCAFS (bude určeno) | GPS IIIF-22 |     |                                                    |